# Metaphidippus chera
Metaphidippus chera là một loài nhện trong họ Salticidae.
Loài này thuộc chi Metaphidippus. Metaphidippus chera được Ralph Vary Chamberlin miêu tả năm 1924.